# Мен-ан-Тол

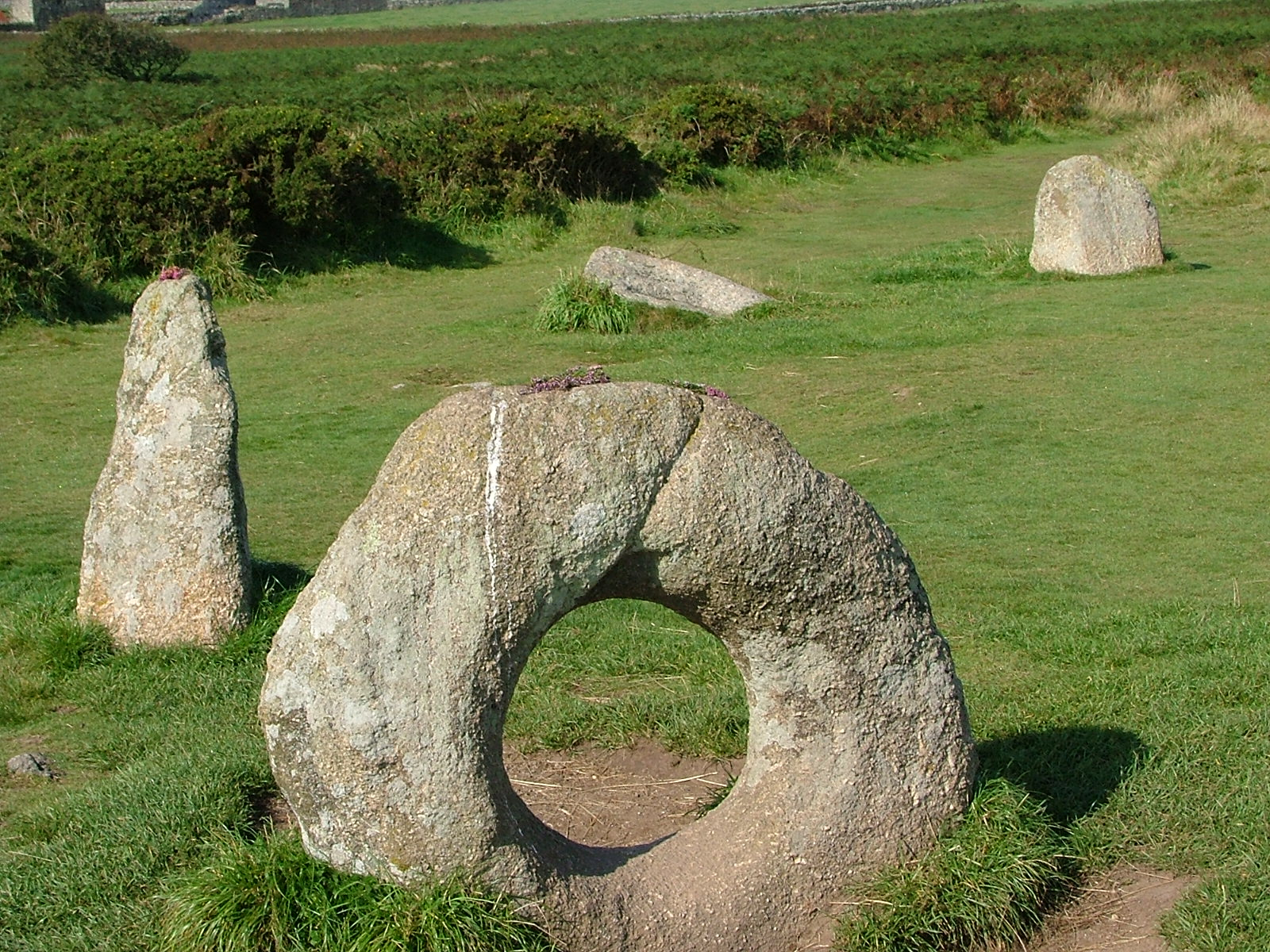
Мен-ан-Тол

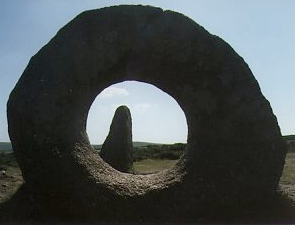
Вид сквозь камень с круглым отверстием

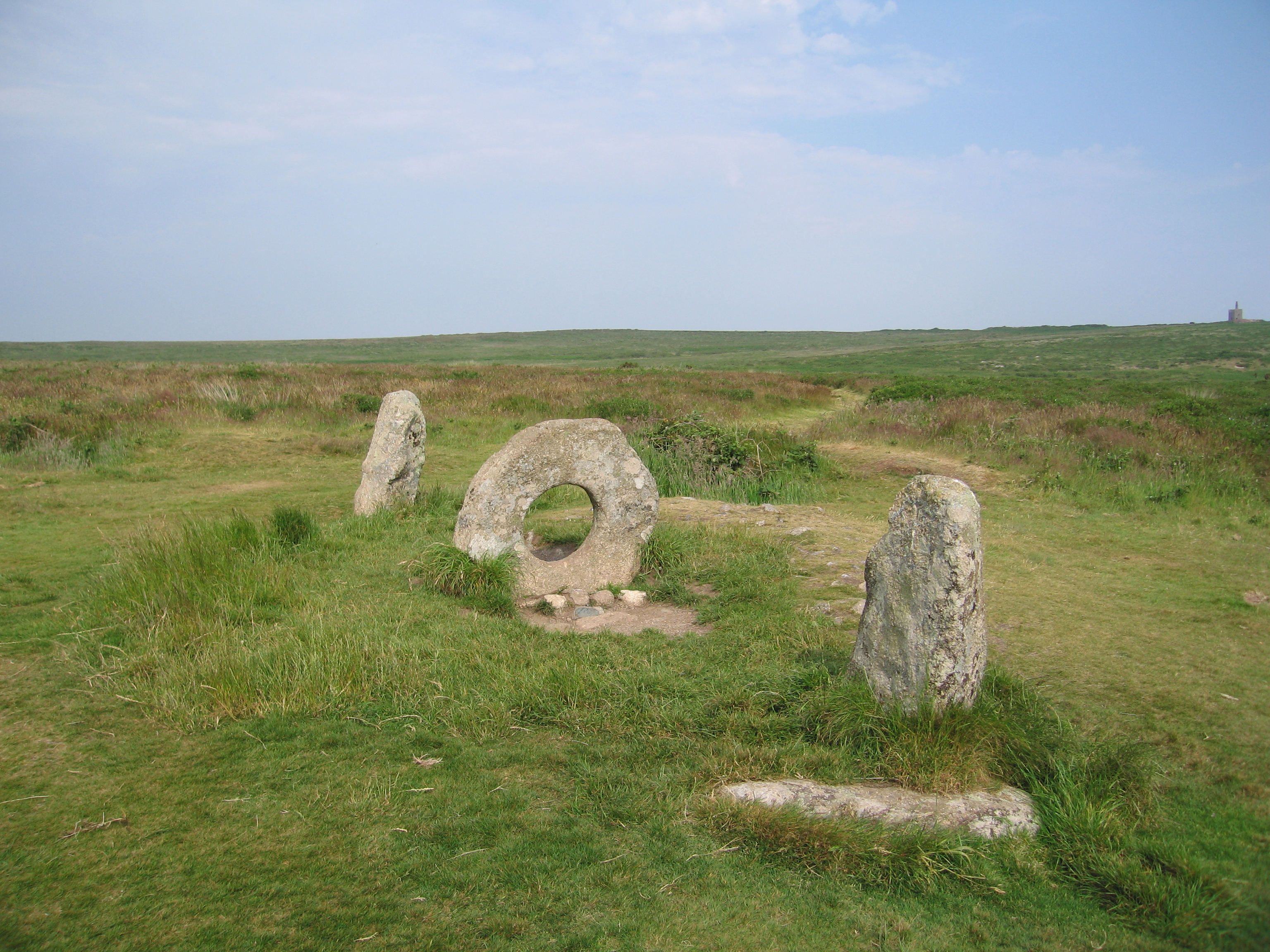

Мен-ан-Тол — небольшой мегалитический комплекс-кромлех, расположенный на дороге Мадрон-Морва (Madron — Morvah) в Корнуолле (Великобритания). Памятник расположен в нескольких километрах от Мадрона в северо-западном направлении. Местные жители также называют его «Крик-Стоун» (Crick Stone).
В формации привлекают внимание три вертикальных камня, средний из которых имеет круглую форму с круглым отверстием. При взгляде на них под определённым углом можно увидеть число 101.
Мегалиты могли быть входом в ныне невидимую могилу или представлять собой фрагмент доисторического календаря.
В Корнуолле есть только один известный камень этого типа с круглым отверстием, известный как «дырявый камень Толвена», расположенный в саду в 6 км от Хелстона.